# Суфле
Суфле́ (фр. soufflé — дыхание, дышать) — французское выпекаемое блюдо, основу которого составляют яичные желтки, смешанные со взбитыми в пену белками.
Вместо желтков могут использоваться различные другие сваренные и измельчённые в пюре продукты: овощи (картофель, помидоры, кукуруза), молочные продукты (сыр, творог), мясо (курица, телятина, телячья печёнка). Наиболее часто приготавливают сладкие суфле из фруктов, ягод, шоколада и т. д.

## История
Самое раннее упоминание о суфле приписывается французскому повару Венсану Ла Шапелю в начале XVIII века. А развитие и популяризация суфле обычно связывают с французским шеф-поваром Мари Антуаном Каремом в начале XIX века.

## Разновидности
Есть несколько вариантов как солёного, так и сладкого суфле. Пикантное суфле часто включает сыр и овощи, такие как шпинат, морковь и зелень, а иногда может включать мясо птицы, бекон, ветчину или морепродукты для большей сытости. Сладкое суфле может быть приготовлено на основе шоколадного или фруктового соуса (например, лимонного или малинового) и часто подаётся с сахарной пудрой.